# 駿業街

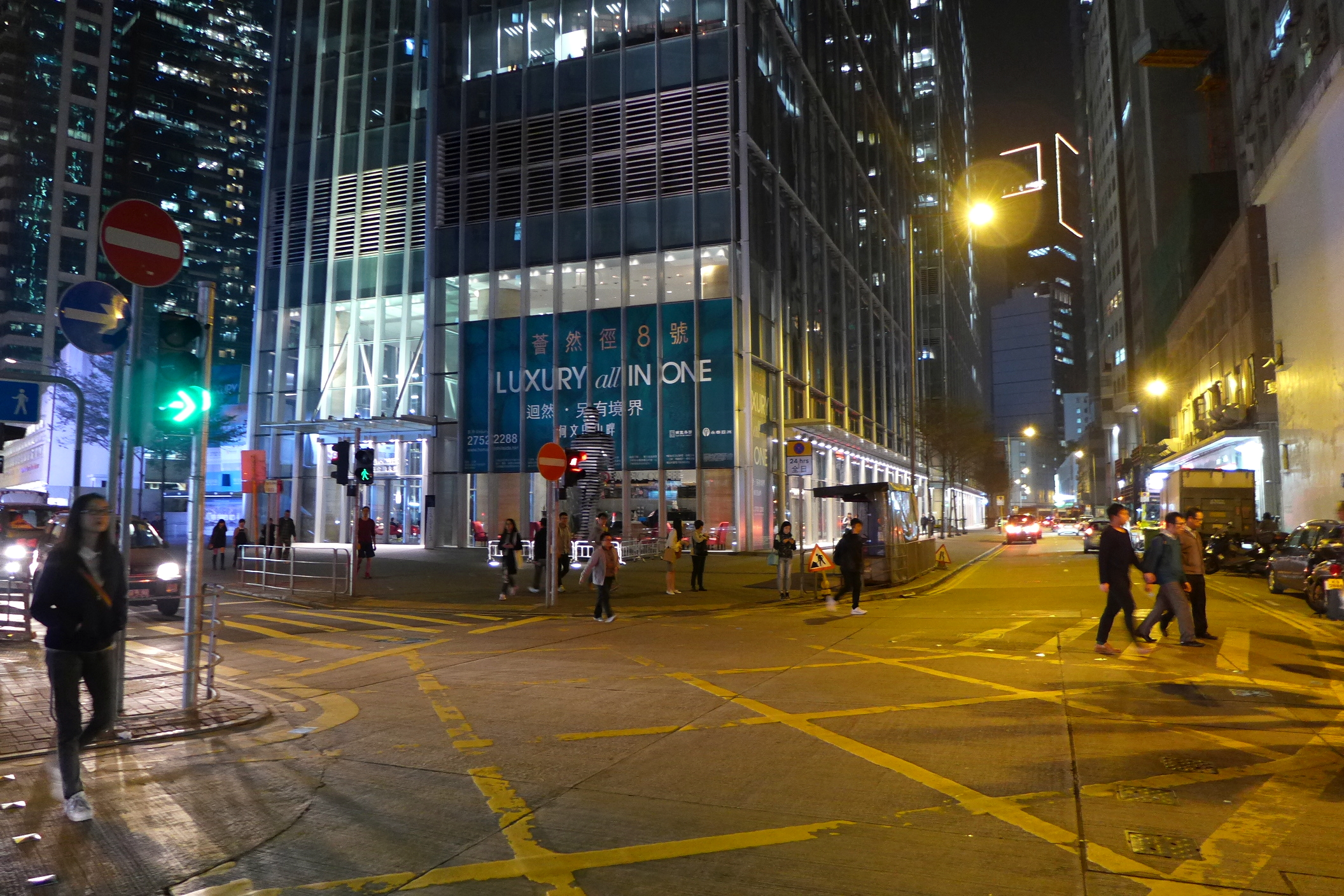
駿業街與巧明街交界

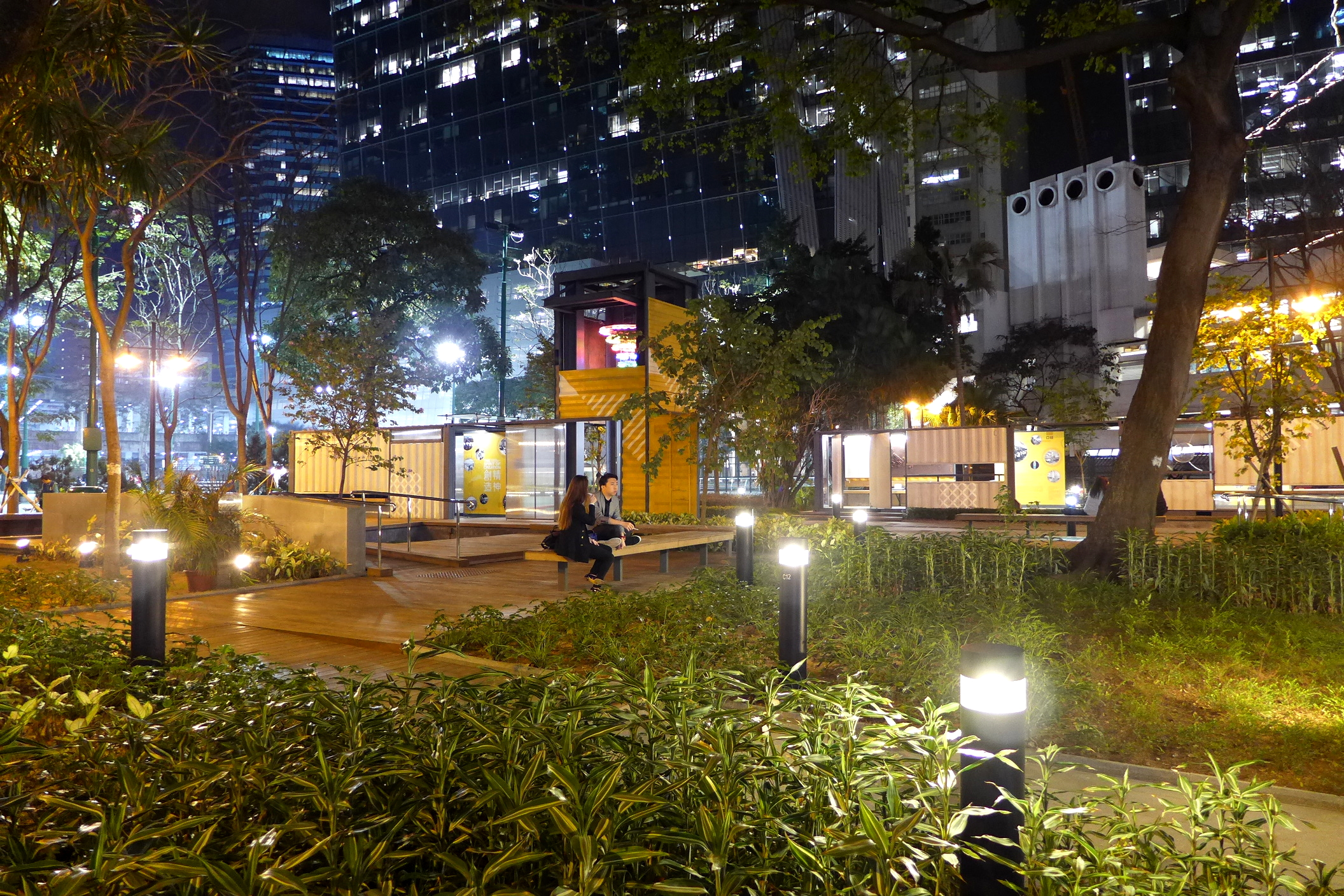
駿業街遊樂場

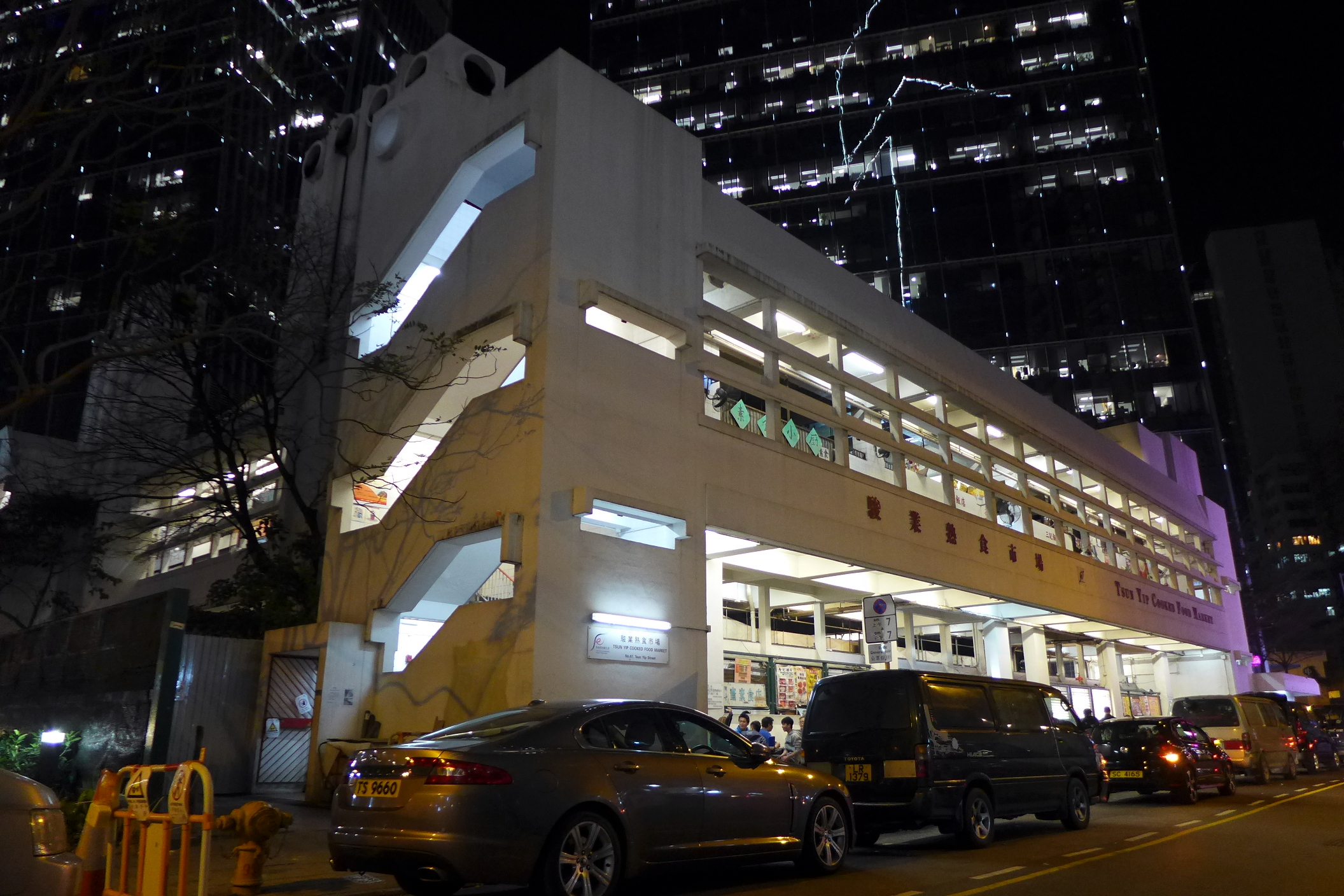
駿業熟食市場

22°18′39″N 114°13′19″E / 22.3108425°N 114.2220177°E
駿業街（英語：Tsun Yip Street）是香港九龍觀塘區的一條街道，連接海濱道、偉業街、鴻圖道、巧明街或駿業里。

## 巴士路線
| 巴士公司 | 路線  | 出發地         | 目的地   | 服務形式                   |
| -------- | ----- | -------------- | -------- | -------------------------- |
| 勝興旅運 | NR52  | 觀塘（駿業街） | 大元邨   | 週一至六下午繁忙時間回程   |
| 金威旅運 | NR725 | 觀塘           | 翠寧花園 | 週一至五黃昏及週六中午回程 |

## 鄰近建築
- 城東誌
- 中海日升中心
- 駿業街遊樂場
- 駿業熟食市場
- 南達大廈
- 新榮大廈
- 駿業中心
- 佳貿中心
- 京貿中心
- 威明中心
- 安建中心
- 宏開工業大廈
- 駿運工業大廈
- 巧運工業大廈
- 幸運工業大廈
- 財利工業大廈
- 中福中航大廈
- 大綸工業大廈
- 南益工業中心
- 海裕工業中心
- 建德豐工業大廈
- 渠務處觀塘中途污水泵房
- 觀塘海濱公園

## 事故
- 1971年8月16日九龍大停電，是由一塊大鐵片被巨風吹到觀塘駿業里中電變電站母線上面並造成高壓電纜短路所引起[1]。

- 2012年3月5日傍晚6時許，駿業街52至56號一個工地發生工業意外。一個鐵籠由高處墮下，4名工人走避不及被擊中受傷。[2]

- 2014年9月17日，駿業街60號工廠大廈一批存放於梯間的雜物突然失火，發生一級火警。[3]

## 流行文化
2020年12月，網絡上發表了二次創作歌曲《哪裡只塞駿業里》（原曲： Dear Jane - 哪裡只得我共你），由游學修主唱，翁厚樑（Howie）作曲，試當真、梁栢堅填詞。歌詞以觀塘人平日上班辛酸事為背景。

## 外部連結
- 駿業街巴士大典 （页面存档备份，存于）
- 觀塘18巷大變身成貫穿社區捷徑，星島日報，2015年3月6日 （页面存档备份，存于）